# 圣茹瓦尔 (默兹省)
圣茹瓦尔（法語：Saint-Joire，法語發音：[sɛ̃ ʒwaʁ]）是法国默兹省的一个市镇，属于科梅尔西区。

## 地理
圣茹瓦尔（48°35'49"N, 5°24'59"E）面积18.32 平方千米，位于法国大東部大區默兹省，该省份为法国西北部内陆省份，北与比利时接壤，西接马恩省和阿登省，南至上马恩省和孚日省，东临默尔特-摩泽尔省。
与圣茹瓦尔接壤的市镇（或旧市镇、城区）包括：奥尔日河畔比安库尔、博内、乌德兰库尔、雷夫鲁瓦、里博库尔、特雷沃赖、德芒日-博迪涅库尔。

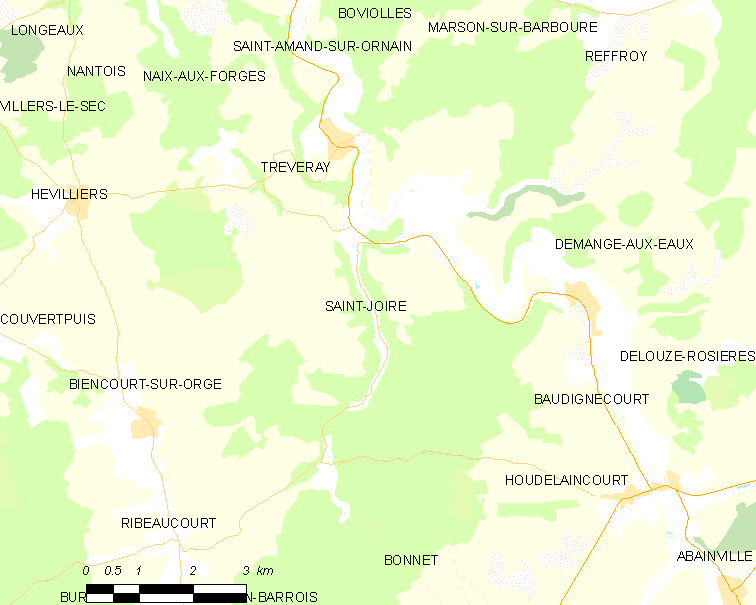
的OSM定位图

圣茹瓦尔的时区为UTC+01:00、UTC+02:00（夏令时）。

## 行政
圣茹瓦尔的邮政编码为55130，INSEE市镇编码为55459。

## 政治
圣茹瓦尔所属的省级选区为利尼昂巴鲁瓦县。

## 人口

1962-2008年间人口变化图示

圣茹瓦尔于2022年1月1日时的人口数量为232人。